# Cygnus atratus
El cisne negro (Cygnus atratus) es una especie de ave anseriforme de la familia Anatidae endémica de Australia y Asia. Fue descubierto en 1697 por la expedición del capitán neerlandés Willem de Vlamingh, que llevó de vuelta a varios ejemplares, algunos de los cuales llegaron con vida a Holanda. Los cisnes negros son propios de Australia y hasta ese momento, se pensaba que todos los cisnes eran blancos, porque de ese color eran todos los cisnes que se conocían hasta entonces. La aparición de una especie de cisnes de un color distinto al que estaban acostumbrados a ver, supuso para los habitantes de la época una fuente de debate y de polémica. Ha sido el favorito de los estanques ornamentales de Europa, India y posteriormente de América, pero no se ha asilvestrado en estos continentes.

## Características
No hay dimorfismo sexual en el plumaje de los individuos. Los machos son más grandes que las hembras; tienen una longitud total de 1,2 a 1,4 m una envergadura alar de 1,6 a 2 m, y un peso de 6,3 kg a 8,7 kg. Las hembras tienen un peso medio de 5,1 kg. Los juveniles tienen el plumaje blanco, realmente plumón, hasta aproximadamente los 6 meses que les salen las plumas negras. El pico es rojo.

## Distribución
Es común al este y oeste de Australia, no estando presente la parte árida central y húmeda del norte. Es residente en Tasmania, criando en esta isla. Fue introducido en Nueva Zelanda, donde se reprodujo de tal forma, que hubo que controlarlo. Actualmente se estima que existen entre 300 000 y 500 000 individuos.

## Hábitat

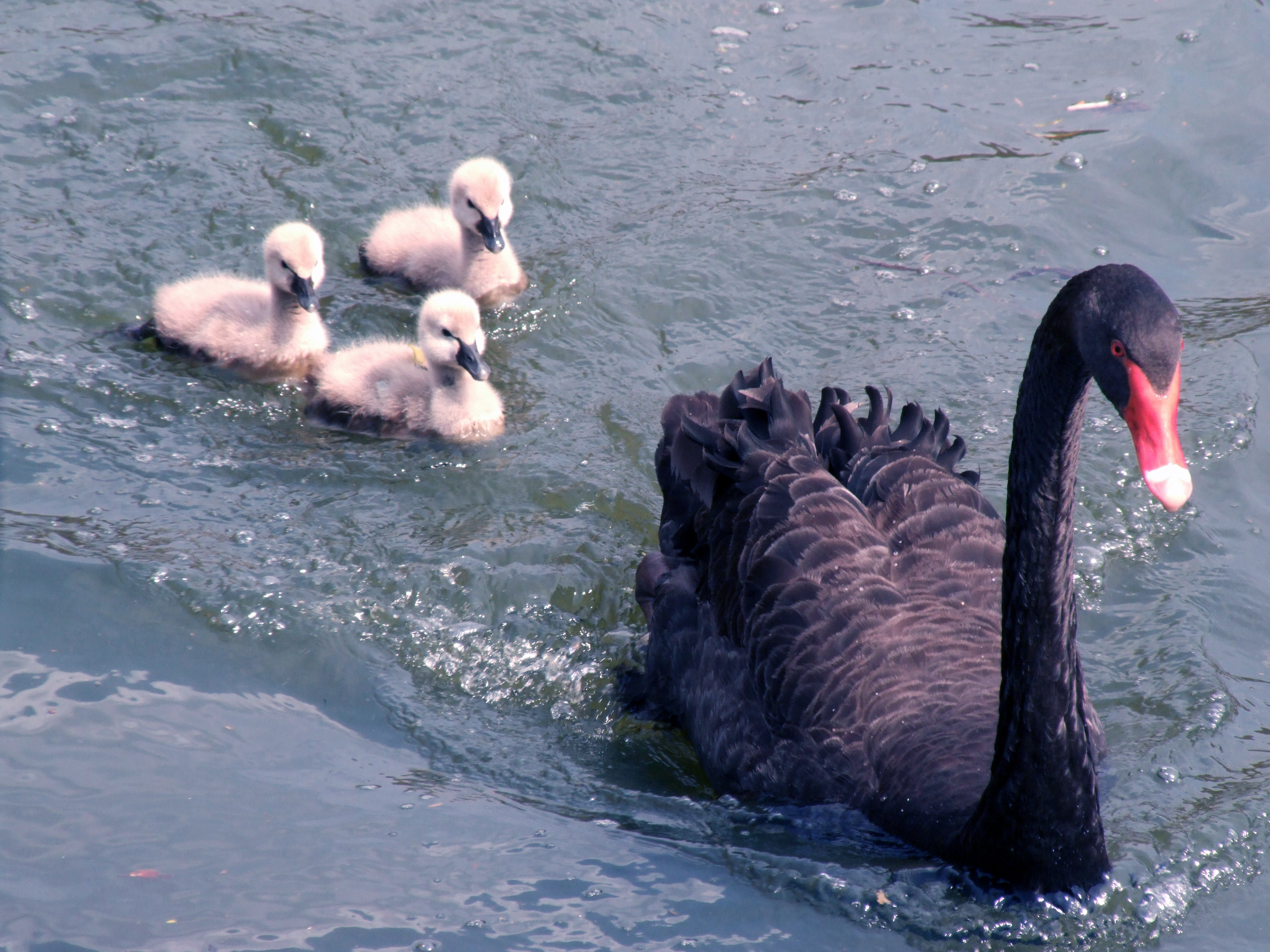
En el agua, con los juveniles

Vive en lagos, aunque puede observarse con cierta frecuencia en costas marinas y ocasionalmente en mar abierto. Demuestra preferencia por los lagos pocos profundos, donde puede alcanzar la vegetación acuática del fondo, sumergiendo su cuello, aproximadamente a un metro de profundidad.

## Reproducción
Nidifica en la temporada de lluvia. Anida en colonias compuestas por pocas hasta miles de parejas, con los nidos cerca uno de otros. El nido lo construye en pequeñas islas o islotes, sobre vegetación acuática. El nido es una plataforma de hierbas y puede medir dos metros de diámetro por un metro de alto.
Generalmente pone de 3 a 7 huevos color verde pálido; pudiendo haber, raras veces, puestas de 1 o 2 o incluso hasta 10 huevos. La incubación toma entre 35 a 45 días. Los polluelos nacen con plumaje blanco, se suben sobre las espaldas de los padres de pequeños. A los 6 meses recién pueden volar. A los dos años ya son adultos.

## Comportamiento
El cisne negro es bastante sociable. Pasada la temporada de cría se reúnen formando grandes grupos. En Nueva Zelanda, en el lago Ellesmere, se han estimado concentraciones hasta de 70.000 individuos. No es migratorio, pero se desplaza a grandes distancias, cientos de kilómetros, en busca de abundancia de alimento.

### Dieta y alimentación

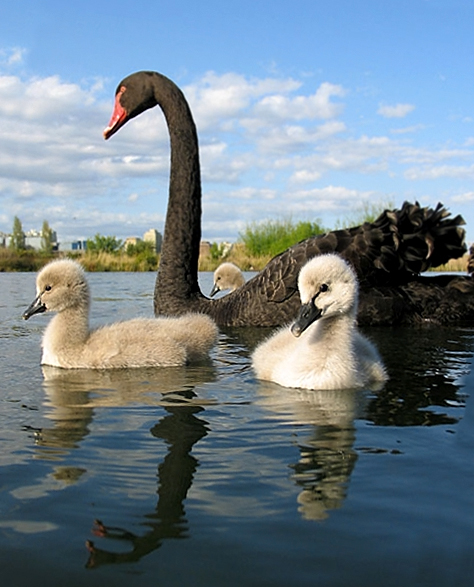
Cisne negro con sus crías.

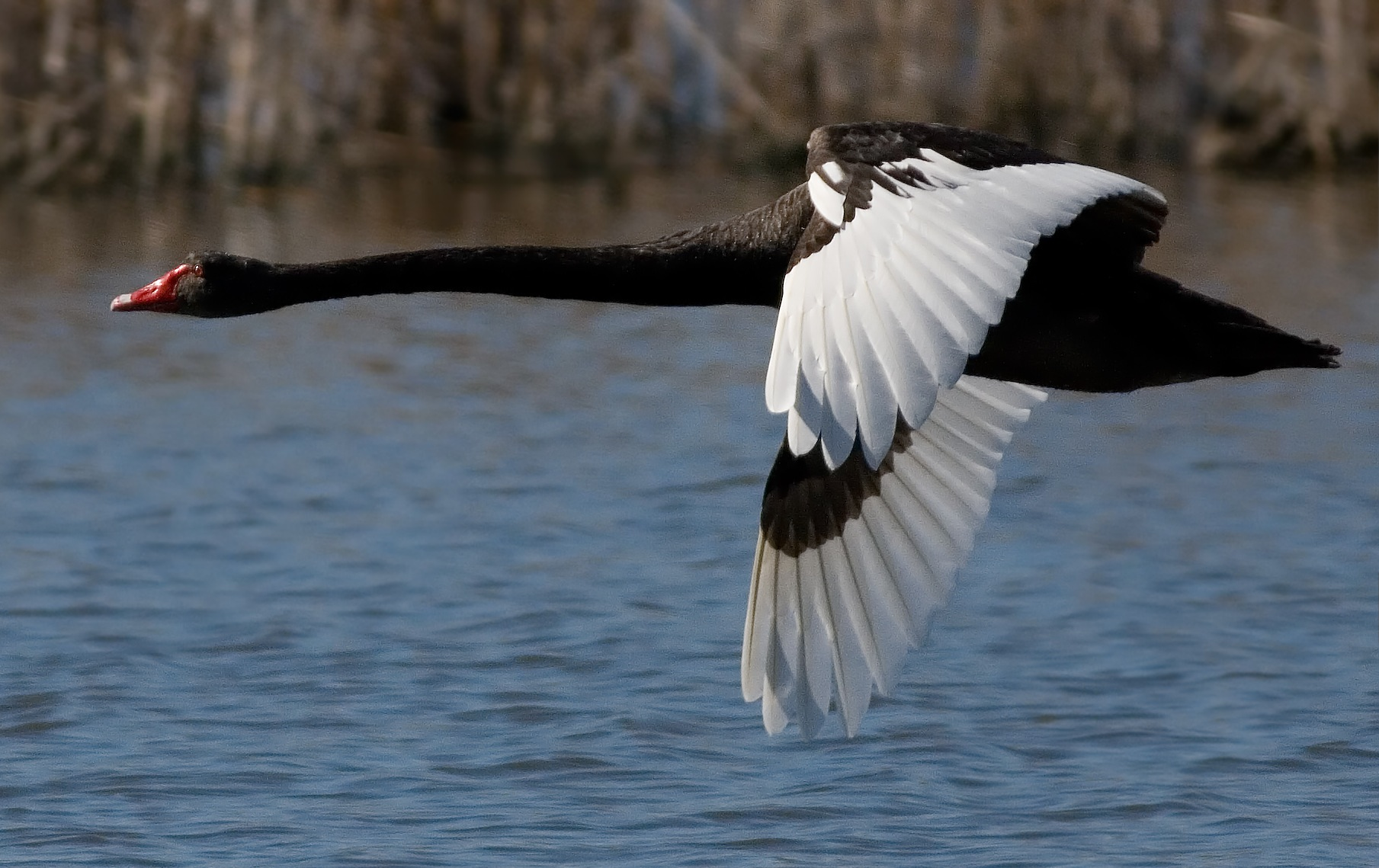
Cisne negro en vuelo.

El cisne negro es casi exclusivamente herbívoro, y si bien hay algunas variaciones regionales y de temporada, la dieta generalmente está dominada por plantas acuáticas y de pantano. En Nueva Gales del Sur, la espadaña (género Typha) es el alimento más importante de las aves en los humedales, seguido de las algas y plantas acuáticas sumergidas, como Vallisneria. En Queensland las plantas acuáticas como Potamogeton y algas son alimentos dominantes. La composición exacta varía con el nivel del agua; en caso de inundaciones donde los alimentos normales están fuera del alcance de los cisnes negros, se alimentan de pasto en tierra. El Cisne Negro toma los alimentos de una manera similar a otros cisnes. Cuando se alimenta en aguas poco profundas se moja la cabeza y el cuello bajo el agua, y es capaz de mantener su cabeza plana contra la parte inferior mientras se mantiene su cuerpo flotando horizontalmente. En aguas más profundas el ave puede llegar más bajo. Los cisnes negros también son capaces de filtrar la comida en la superficie del agua.

### Anidación y reproducción

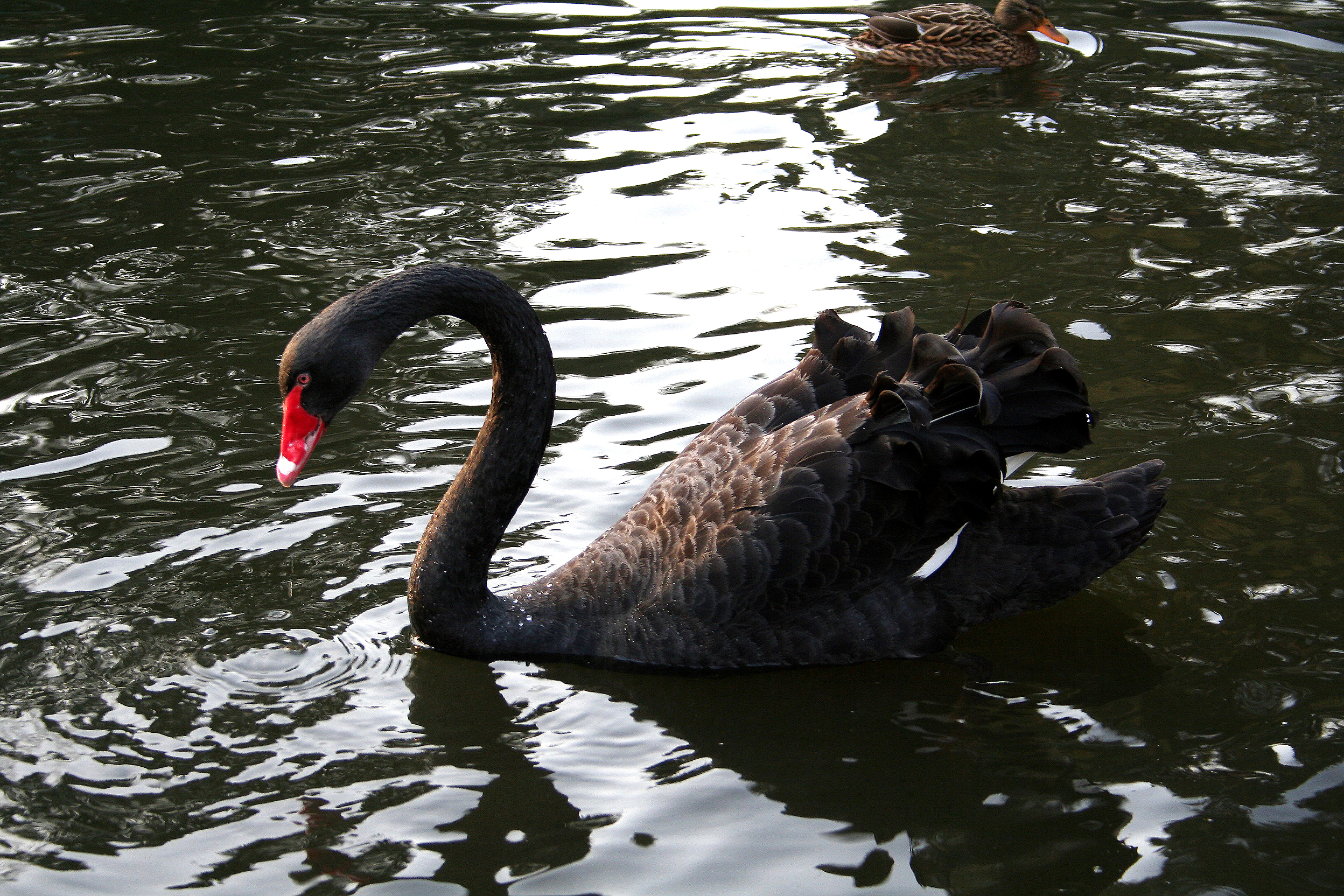
Cisne negro con su característico cuello en forma de "S".

Al igual que otros cisnes, el cisne negro es principalmente monógamo, con una vinculación de por vida (alrededor del 6% se separan). Los estudios recientes han demostrado que alrededor de un tercio de todas las crías no pertenecen a la pareja de paternidad.

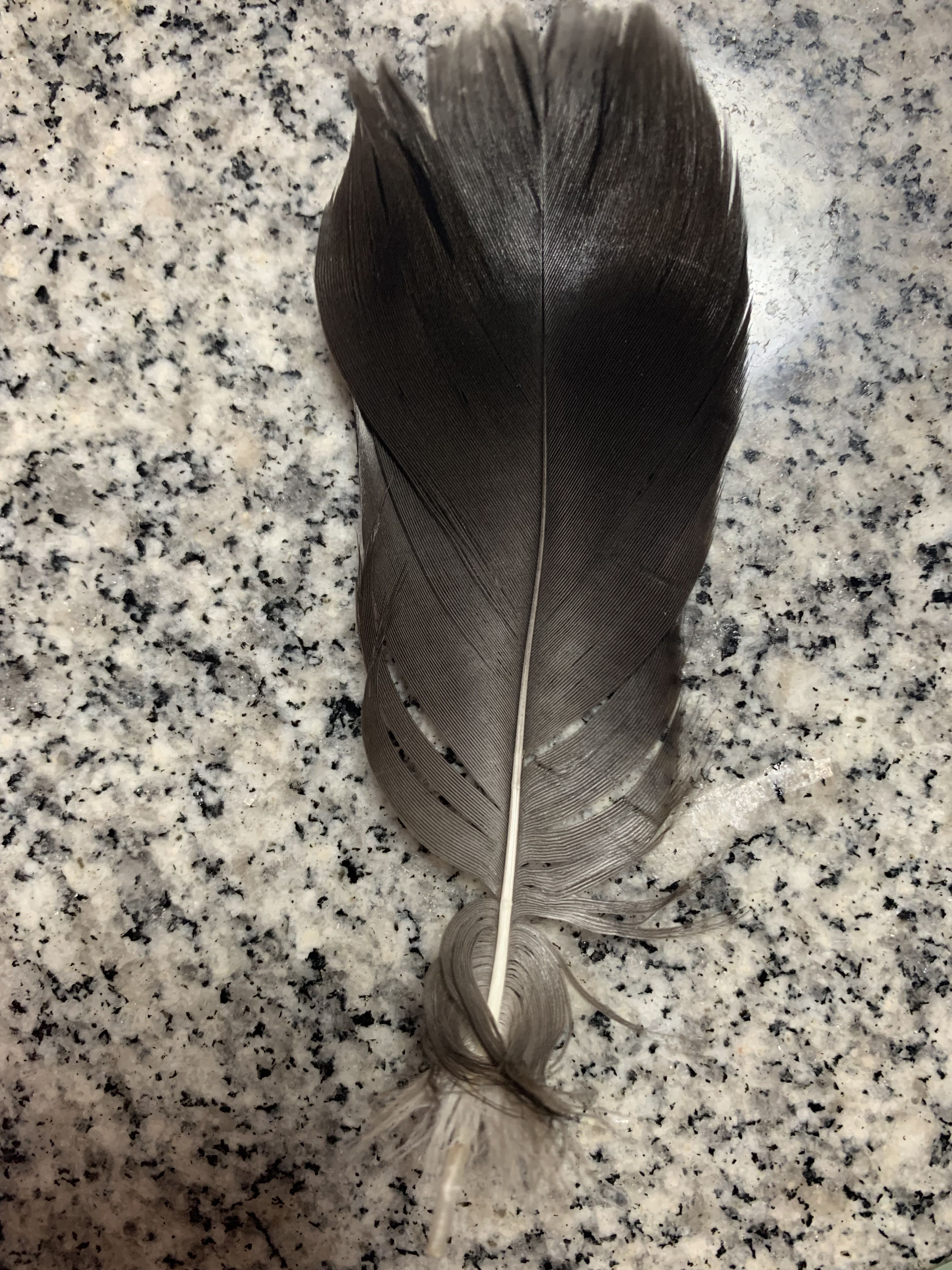
Pluma del animal

En general, los cisnes anidan en los meses de invierno más húmedos (de febrero a septiembre), a veces en grandes colonias. Un nido de cisne negro es esencialmente un montón grande o montículo de cañas, pastos y malezas de entre 1 0 1,5 metros (3-4 ½ pies) de diámetro y de hasta 1 metro de altura, en aguas poco profundas o en las islas. El nido se vuelve a utilizar todos los años, restaurados o reconstruidos, según sea necesario. Los padres comparten el cuidado del nido. Los huevos son de color blanco verdoso y la hembra tiende a poner de 4 a 8 huevos que son incubados durante unos 35-40 días. La incubación comienza después de la colocación del último huevo, con el fin de sincronizar la eclosión de los polluelos. Antes del comienzo de la incubación los padres se sientan sobre los huevos sin llegar a calentarlos. Ambos sexos incuban la puesta, aunque las hembras suelen incubar por la noche. Al igual que todos los cisnes, defienden agresivamente los nidos con sus alas y picos. Después de la eclosión, los polluelos son cuidados por los padres durante unos 9 meses. Los pollos pueden montar a lomo  de sus padres para realizar viajes más largos o en aguas más profundas, pero este comportamiento es menos frecuente que en el cisne común (Cygnus olor) y el de cuello negro (Cygnus melancoryphus).